# Луций Каниний Гал (консул 2 пр.н.е.)
Вижте пояснителната страница за други личности с името Луций Каниний Гал.
Луций Каниний Гал (на латински: Lucius Caninius Gallus) e политик и сенатор на ранната Римска империя.

## Биография
Произлиза от фамилията Канинии, която е в сената още по време на Републиката и произлиза от Тускулум. Вероятно е син на Луций Каниний Гал (консул 37 пр.н.е.) и внук на Луций Каниний Гал (народен трибун 56 пр.н.е. и приятел на Цицерон).
От месец август 2 пр.н.е. Каниний Гал е суфектконсул  на мястото на Марк Плавций Силван. Тази година консули са Август за 13-път и Марк Плавций Силван. Суфектконсули са още Гай Фуфий Гемин и Квинт Фабриций. По колегите му може да се предположи, че Каниний Гал се ползва с добро име. Каниний Гал е през 5/6 г. проконсул на провинция Африка.
При император Тиберий е председател на curatores alvei Tiberis et riparum et cloacarum urbis, комисията за следене на дъното и брега на Тибър, също така и на каналите за мръсна вода на град Рим.
Каниний Гал е в колегията на Quindecimviri Sacris Faciundis. В тази си функция през 32 г. приема чрез сенатско решение една нова книга към Сибилските книги. За пребързаността си е смъмрен от Тиберий.
На 5 февруари т.г. римският сенат почита император Август с титлата pater patriae („Баща на Отечеството“).